# Sigurd Jonsson
Sigurd Jonsson (1390s –  diciembre de 1452) fue un noble y caballero noruego que fungió como dirigente supremo de Noruega durante dos interregnos a mediados del siglo XV.

## Orígenes
Sigurd Jonsson nació entre 1390 y 1400. Fue el hijo del noble sueco Jon Marteinsson y de Agnes Sigurdsdotter. Agnes era el tataranieta del rey Haakon V de Noruega, a través de su hija ilegítima, Agnes Haakonsdatter (1290–1319) y Havtore Jonsson (1275–1320). Sigurd Jonsson así era el nieto y el heredero de Sigurd Havtoresonn, uno de los dos hijos de Agnes Hakonardottir.
En tiempos del nacimiento de Sigurd, Jon Marteinsson residía en Noruega y era miembro del Consejo del reino noruego (rigsrådet). Sigurd creció en la propiedad de la familia en Sudreim (moderno Søron), al este de Oslo. Tenía dos hermanas, Catherine y Ingeborg, y un hermano, Magnus, que no llegó a la madurez. Sigurd por tanto heredó las propiedades de su padre así como los grandes latifundios de los parientes de su madre.
Como descendiente directo de la antigua familia real noruega , Sigurd era un posible candidato al trono noruego. Sigurd se casó con Philippa, hija del conde Hans de Eberstein, que estaba al servicio del rey Erik de Pomerania y era aparentemente un pariente del rey.

## Carrera
Sigurd es por primera vez mencionado como miembro del Consejo del Reino noruego (Rigsrådet) en 1434.  En 1436, una rebelión villana dirigida por Amund Sigurdsson Bolt se alzó contra el rey Erik y su gobierno, asediando Oslo y el Castillo de Akershus. Amund Sigurdsson pertenecía a la noble la familia de Bolt de Våler en Østfold. La nobleza noruega permaneció leal al rey Erik y Sigurd Jonsson ayudó a lograr a un armisticio con Amund Sigurdsson. En septiembre de 1439, el rey Erik dio a Sigurd Jonsson el título de drottsete, bajo el cual sea podía gobernar Noruega en el nombre del rey. Sigurd fue asimismo nombrado miembro del tribunal real de Visborg en Gotland y fue hecho caballero por el rey Erik.
En 1440, el Consejo del Reino se vio obligado a seguir el ejemplo de Suecia y Dinamarca, y deponer a Eric. Sigurd se convirtió así en el gobernante de facto del país como drottsete, mientras se buscaba un rey nuevo. Noruega siguió a Dinamarca y Suecia y eligió a Cristóbal de Baviera como nuevo monarca, manteniendo la unión entre los tres países. Después de la coronación de Christopher en Oslo el 2 de julio de 1442, Sigurd abandonó el título de drottsete. Durante el reinado de Cristóbal, Sigurd fue un miembro prominente del Consejo noruego. Fue el castellano de Akershus de 1440 a 1445 y uno del principal instigadores de la política antihanseática durante el reinado del rey Christopher. Durante este periodo probablemente fue el mayor propietario de tierra en Noruega.
En enero de 1448, Christopher murió sorpresivamente y Sigurd se convirtió otra vez en gobernante del país. En una carta de junio del mismo año, se le llama guardián del reino (rikens forstandare). Después de la muerte del rey Christopher, Suecia y Dinamarca eligieron reyes diferentes y se discutía la elección de un rey propio en Noruega. Sigurd Jonsson, como descendiente directo de Haakon V, era el candidato más probable. Aun así,  declinó esta posibilidad, y en cambio puso su influencia al servicio del rey Cristián I de Dinamarca. Cristian ganó la elección frente a Carlos VIII de Suecia en julio de 1449 y fue coronado rey de Noruega en 1450. Sigurd asistió a la coronación de Cristián en Trondheim y la firma del tratado de unión noruego-danesa en Bergen en agosto de 1450. Después de la elección de Cristián, Sigurd adoptó el título de  "Capitán Nacional en la ausencia del Rey" (rikets høvedsmann i kongens fravær), un título probablemente vitalicio. Es mencionado por última vez vivo en una carta de diciembre de 1452, y presumiblemente murió poco después.
Cuándo Sigurd Jonsson murió, su hijo único, Hans Sigurdsson heredó grandes propiedades, tanto en Noruega como en Shetland. Hans, quién había sido prometido a Ingeborg Ågesdatter, murió soltero en 1466. El sobrino-nieto de Sigurd, Alv Knutsson, heredó Sørum en Romerike y Giske en Sunnmøre. Alv Knutsson, era el tataranieto de Catherine Jonsdotter, la hermana de Sigurd Jonsson. La madre de Alv fue Agnes Alvsdatter, hija de Catherine y Alv Haraldsson.